# یخدان لنگر
یخدان لنگر مربوط به دوره قاجار و در روستای لنگر، بخش ماهان شهرستان کرمان خیابان ولیعصر، کنار قبرستان واقع شده و در تاریخ ۲۲ مرداد ۱۳۸۴ با شمارهٔ ثبت ۱۳۲۸۰ به‌عنوان یکی از آثار ملی ایران به ثبت رسیده‌است.

## معماری
از قسمت‌های مختلف یخدان لنگر می‌توان به سایه انداز، مخزن یخ و حوضچه اشاره کرد که در مساحت ۷۰۰ متر مربع ساخته شده‌است. گودال یخ عمقی در حدود ۶ متر و شعاع ۵٫۷ متر دارد که از آن در انبار کردن یخ‌ها استفاده می‌کردند. حوضچه یخدان لنگر را در دو طرف یخدان ساخته بودند که به مرور از بین رفته‌است. دیوار سایه انداز را برای جلوگیری از تابش مستقیم نور خورشید بر یخدان با ارتفاع ۷ متر و از غرب به شرق ساخته بودند. برای کاهش فشار بر دیوار سایه انداز ۴ طاق نما در هر طرف ایجاد کرده‌اند که ضخامت دیوارها در قسمت پایین بیشتر از قسمت‌های فوقانی دیوار است. در بالای دیوار سایه انداز بقایای تزئینات کنگره‌ای شکلی دیده می‌شود. یخدان لنگر را با اندود کاهگل عایق کردند تا از ورود گرما به درون یخدان جلوگیری شود.

## نحوه ساخت یخ
در پشت دیوارهای بلند و قطور آن سطوحی صاف تعبیه می‌کردند که در شب‌های زمستان به‌طور یکنواخت روی آن آب قرار می‌گرفت و در سرمای شدید زمستان یخ می‌بست وظیفه دیوار بلند این بود که در طول روز از تابش آفتاب بر روی آب‌های منجمد شده قبلی جلوگیری کند در صورتی که در شرق و غرب کمی آفتاب بر روی سطوح یخ‌گیری می‌تابید آن وقت در این نقاط هم دیوارهای جانبی بنا می‌کردند.
مقدار آبی که هر شب روی توده‌های منجمد از یخ‌های قبلی هدایت می‌شد تا حدودی بود که سرمای یک شب بتواند آن را منجمد سازد یا به عبارت دیگر ارتفاع آب روی سطوح یخ گیر از چند سانتی‌متر تجاوز نمی‌کرد این شرط فنی به خوبی می‌رساند که یخچال سازان مجبور بودند با کمال دقت سطوح یخ‌گیری را طراز کنند.
پس از آن تقریباً قطر یخ به ۳۰ تا ۴۰ سانتیمتر می‌رسید، یخ‌ها را قطعه قطعه کرده و به داخل یخدان که در مجاورت سطوح یخ‌گیری قرار داشت می‌بردند و انبار می‌کردند. در کف یخدان، یک یا چند چاه پیش‌بینی شده بود تا آب هائی که احتمالاً در فصل گرما از آب شدن یخ‌ها به وجود می‌آمد از کف یخدان دور گردد و روی هر طبقه از یخ‌ها مقداری کاه می‌ریختند تا از چسبیده شدن آن‌ها به یکدیگر جلوگیری شود.

## نگارخانه

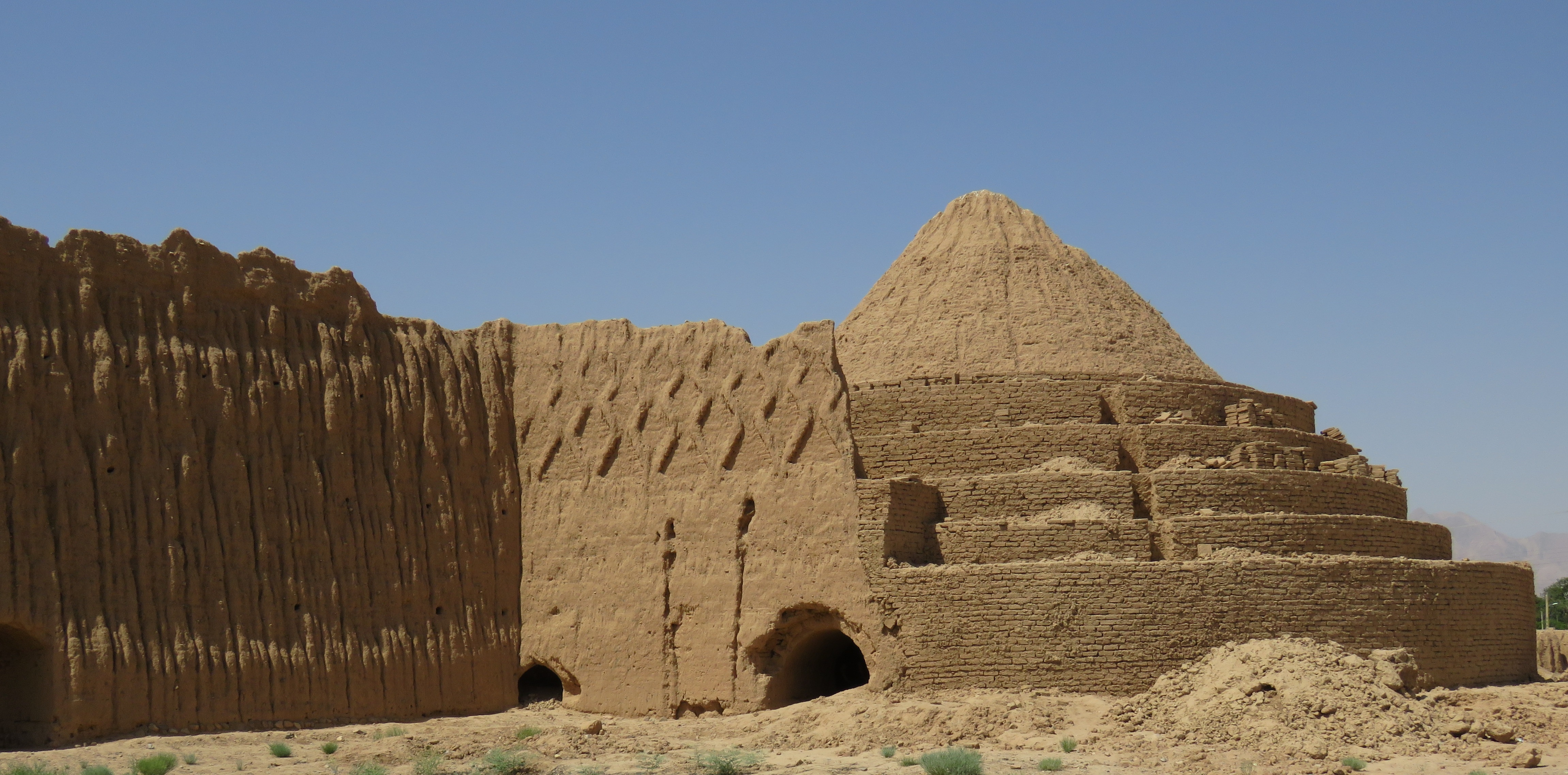
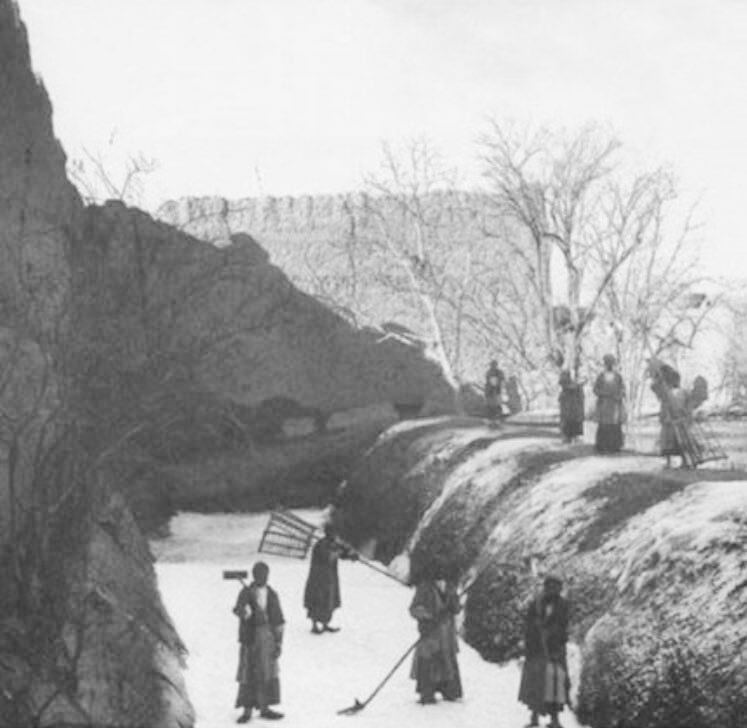
در حال درست کردن یخ